# John Hugh Proudfoot
Pour les articles homonymes, voir Proudfoot.
John Hugh Proudfoot (18 mai 1912 - 30 novembre 1980) est un bûcheron, éleveur et homme politique fédéral et municipal du Québec.

## Biographie
Né à Fort-Coulonge dans la région de l'Outaouais, il entama sa carrière politique en servant comme maire de sa municipalité natale de 1945 à 1950.
Élu député Parti libéral du Canada dans la circonscription fédérale du Pontiac—Témiscamingue en 1949, il est réélu en 1953 et en 1957. Il est défait par le progressiste-conservateur Paul Martineau en 1957.